# Philosophy: The Best of Bill Hicks
Philosophy: The Best of Bill Hicks és un disc recopilatori de diverses actuacions de Bill Hicks, compilat dels seus quatre discs previs publicats per Rykodisc.

## Llista de cançons
1. "Greetings"
2. "Flying Saucer Tour"
3. "Please Do Not Disturb"
4. "Gays In The Military"
5. "Smoking"
6. "Great Times On Drugs"
7. "Sex On Trial"
8. "What Is Pornography?"
9. "Save Willie"
10. "Confession Time (Cops)"
11. "Step On The Gas (L.A. Riots)"
12. "Hooligans"
13. "Politics In America"
14. "The Elite"
15. "Time To Evolve"
16. "Odd Beliefs"
17. "Dinosaurs In The Bible"
18. "Easter"
19. "Gideons"
20. "Your Children Aren't Special"
21. "The Sanctity Of Life"